# Мут (Египет)
Мут (араб. موط‎) — город в Египте, центр оазиса Дахла.
Название города связано с женой бога Амона.

## География
Мут расположен в оазисе Дахла, в 350 км к западу от долины Нила, и в 390 км к востоку от египетско-ливийской границы.
В оазисе Мут расположено более половины родников и колодцев оазиса Дахла.
К северо-западу от города расположен одноимённый дренажный пруд.

## Транспорт
К югу от города расположен аэропорт.
В направлении проекта рекультивации Восточного Эль-Увайната проложена новая 330-километровая автомобильная дорога с асфальтовым покрытием.